# Оразсахатов, Каков
Како́в Оразса́хатов (туркм. Kakow Orazsähedow, 12 апреля 1935, аул Багыр, Ашхабадский район, Туркменская ССР, СССР — 2011, Туркменистан) — советский и туркменский киноактёр, кинорежиссёр и сценарист. Народный артист Туркменистана (2009).

## Биография
В 1958 окончил актерский факультет ВГИКа. Был однокурсником Людмилы Гурченко и соседом по комнате в студенческом общежитии с Василием Шукшиным .
Начинал как документалист. С 1973 года в большом кино. Первые игровые фильмы снимал в соавторстве.
Скончался в 2011 году.

## Фильмография

### Режиссёр

#### Документальные фильмы
- 1961 — Человек и земля (д/ф)
- 1963 — Тебя ждёт нефть (д/ф)
- 1968 — Барса-Гельмес (д/ф)
- 1969 — Династия (д/ф)
- 1969 — Памятник (д/ф)
- 1970 — Помни! (д/ф)

#### Художественные фильмы
- 1973 — Озорные братья (с Х. Якубовым)
- 1975 — Наследник
- 1978 — Кугитангская трагедия (с Язгельды Сеидовым)
- 1981 — Я пришла навсегда
- 1983 — Бастион
- 1986 — Долина мести
- 1989 — Клятвы нашего детства
- 1991 — Караманлай

### Сценарист
- 1975 — Наследник
- 1989 — Клятвы нашего детства
- 1991 — Караманлай

### Актёр
- 1978 — Кугитангская трагедия

## Награды
- 1974 — премия Всесоюзного кинофестиваля (с Х. Якубовым, «Озорные братья»)
- 1977 — Заслуженный деятель искусств Туркменской ССР
- 2009 — Народный артист Туркменистана